# Cecrópio (duque)
Cecrópio (em latim: Cecropius) foi um oficial do século III, ativo no reinado de Probo (r. 276–282). Segundo a História Augusta, foi um dos duques que adquiriram suas habilidades ao servirem sob o imperador.